# Ronny Scholz

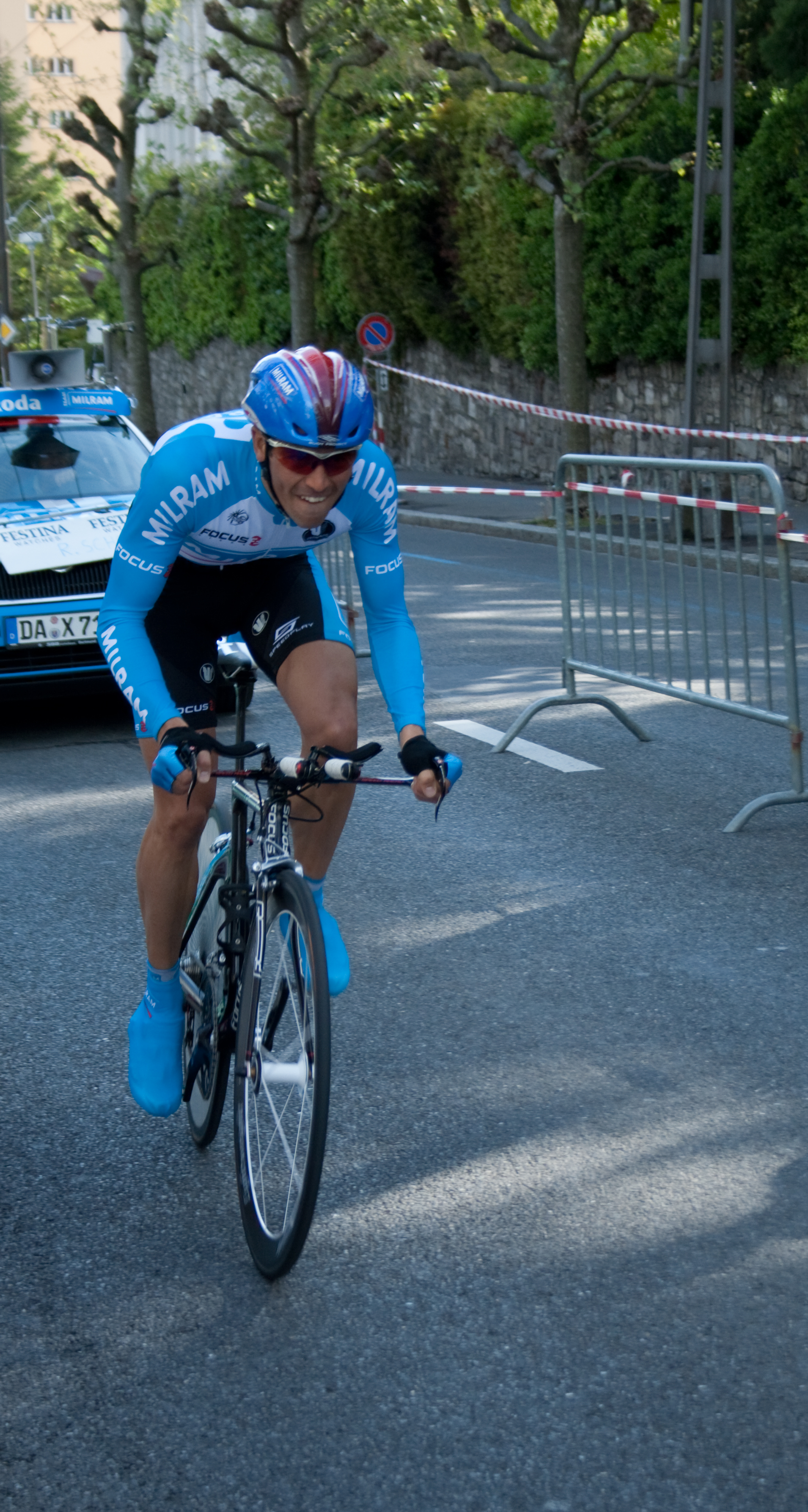
Ronny Scholz beim Prolog der Tour de Romandie 2009

Ronny Scholz (* 24. April 1978 in Forst (Lausitz)) ist ein ehemaliger deutscher Radrennfahrer.

## Karriere
Scholz' Laufbahn als Radsportler begann im Jahr 1990 beim RSV Peitz, für den er zum ersten Mal an einem Lizenzrennen teilnahm. Ab 1994 fuhr er regelmäßig für die deutsche Nationalmannschaft. Während seiner Juniorenzeit wechselte er 1995 zum RSC Cottbus, wo er im Winter Bahn- und Cross-Rennen und im Sommer Straßenrennen fuhr. 1997 wechselte er abermals den Verein, diesmal zum ISPO Lotusan Cottbus, dort entschied er sich, nur noch Straßenrennen zu bestreiten.
Von 2001 bis 2008 fuhr Scholz für den UCI ProTeam Gerolsteiner und beendete seine Karriere 2009 beim Team Milram. Seine größten Erfolge waren ein Etappensieg und der zweite Platz in der Gesamtwertung bei der Regio-Tour 2003, der sechste Platz in der Gesamtwertung des Critérium International und der Sieg beim Eintagesrennen Rund um die Nürnberger Altstadt 2005. 2001 siegte er in der Schynberg-Rundfahrt.
Er bestritt acht Grand Tours, darunter fünfmal die Tour de France. Seine beste Tour-de-France-Platzierung gelang ihm Tour de France 2004 als 53.

## Familie
Scholz ist der Schwiegersohn seines ehemaligen Teamchefs Hans-Michael Holczer.

## Erfolge
2001
- Gesamtwertung Schynberg-Rundfahrt

2002
- Gesamtwertung Rheinland-Pfalz-Rundfahrt

2003
- eine Etappe Niedersachsen-Rundfahrt
- eine Etappe Regio-Tour

2005
- Rund um die Nürnberger Altstadt

## Teams
- 2001–2008 Team Gerolsteiner
- 2009 Team Milram